# Antoine Perrenot de Granvelle
Antoine Perrenot de Granvelle, francoski rimskokatoliški duhovnik, škof in kardinal, državnik, * 20. avgust 1517, Besançon, svobodno cesarsko mesto, † 21. september 1586, Madrid, Španija.

## Življenjepis
29. novembra 1538 je bil imenovan za škofa Arrasa. Leta 1540 je prejel duhovniško posvečenje in 21. maja 1542 je prejel škofovsko posvečenje.
26. februarja 1561 je bil povzdignjen v kardinala.
10. marca 1561 je bil imenovan za nadškofa Mechelena (Belgija), 3. oktobra 1578 za škofa Sabine e Poggio Mirteto (Italija) in 14. novembra 1584 za nadškofa Besançona (Francija).